# Katič
Katič, kao i susjedni otočić Sveta Nedjelja, je otočić u Jadranskom moru, smješten nasuprot mjesta Petrovac u crnogorskoj općini Budva.
Zajedno s otočićem Sveta Nedjelja čini atrakciju za ljubitelje ronjenja.

## Geografija
Budući da su otočići gotovo u istoj ravnoj liniji okomito na obalu, samo je otok Sveta Nedjelja vidljiv s gradske plaže Petrovac. 
Katič je udaljen od kopna oko 0,9 km. Otok je malen, površine 0,010 km2. Ukupna dužina obale mu je oko 0,7 km.